# Pedicularis glabrescens
Pedicularis glabrescens är en snyltrotsväxtart som beskrevs av Hui Lin Li. Pedicularis glabrescens ingår i släktet spiror, och familjen snyltrotsväxter. Inga underarter finns listade i Catalogue of Life.